# جوش انفجاری

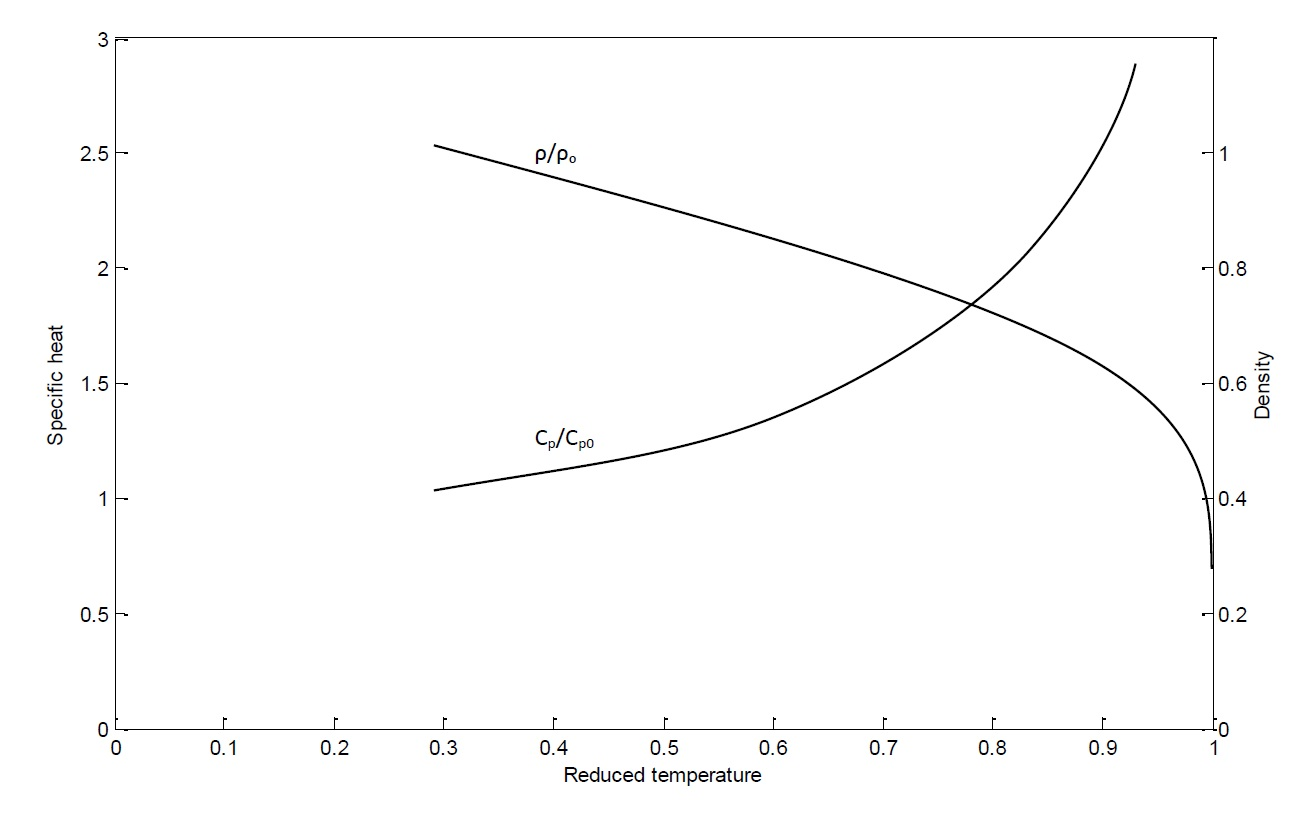
این شکل تغییر خواص ترمودینامیکی نزدیک به نقطه بحرانی را نشان می‌دهد

در ترمودینامیک، جوش انفجاری (به انگلیسی: Explosive boiling) یا انفجار فازی روشی است که به موجب آن یک مایع فوق‌پایدار فراگرم‌شده، به دلیل هسته‌زایی همگن عظیم حباب‌های بخار، تحت یک انتقال فازی مایع-بخار انفجاری به حالت دوفازی پایدار قرار می‌گیرد. این مفهوم توسط ام.ام. مارتینیوک در سال 1976 پیشگام شد و سپس توسط فوکه و سیدل گسترش یافت.